# Jaskółka blada
Jaskółka blada (Ptyonoprogne fuligula) – gatunek małego ptaka z rodziny jaskółkowatych (Hirundinidae). Występuje w południowej Afryce. Nie jest zagrożony wyginięciem.

## Taksonomia
Po raz pierwszy gatunek opisał Martin Lichtenstein w 1842 na podstawie holotypu z „Kaffirland”, co w 1922 Roberts uściślił jako Grahamstown w Kraju Przylądkowym (obecnie RPA). Liechtenstein nadał nowemu gatunkowi nazwę Hirundo fuligula. Obecnie (2024) Międzynarodowy Komitet Ornitologiczny (IOC) umieszcza jaskółkę bladą w rodzaju Ptyonoprogne. Wyróżnia 3 podgatunki. Do niedawna do P. fuligula włączano jaskółkę małą (P. rufigula), obejmującą 3 podgatunki: nominatywny, bansoensis i pusilla; na liście ptaków świata opracowywanej we współpracy BirdLife International z autorami Handbook of the Birds of the World takson pusilla traktowany jest jako podgatunek jaskółki płowej (P. obsoleta).

## Podgatunki i zasięg występowania
Obecnie wyróżnia się 3 podgatunki P. fuligula:
- P. f. anderssoni (Sharpe & Wyatt, 1887) – północno-zachodnia i południowo-zachodnia Angola oraz północna i centralna Namibia[5]
- P. f. fuligula (Lichtenstein, MHK, 1842) – południowa Namibia, Botswana oraz zachodnia RPA[5]
- P. f. pretoriae Roberts, 1922 – południowo-zachodnie Zimbabwe, południowy Mozambik na południe po wschodnią Republikę Południowej Afryki[5]

## Morfologia
Długość ciała wynosi 11–14 cm, masa ciała 16–30 g. Jaskółki blade podobne są do skalnych (P. rupestris). Są jednak wyraźnie mniejsze i jaśniejsze na grzbiecie, szarobrązowe. Wyróżnia się także jasne czoło oraz gardło (u tych pierwszych pokrywają je rozmyte kreski). Pozostała część spodu ciała brudnobiała. W RPA pomylić te jaskółki można jedynie z brzegówkami małymi (Riparia paludicola), te jednak zamieszkują inne środowiska (podmokłe), są mniejsze i pozbawione białych perełek na sterówkach.

## Ekologia i zachowanie
Środowiskiem życia jaskółek bladych są umiejscowione w obszarach pustynnych wąwozy, urwiska skalne, ruiny i inne budynki, tereny górskie, klify, wybrzeża, siedliska ludzkie (miasta i wsie). W związku z preferowanym środowiskiem rozmieszczenie tych jaskółek jest nieregularne w całym zasięgu. Pożywienie tych ptaków stanowią latające owady, w tym muchówki (Diptera), chrząszcze (Coleoptera), pluskwiaki (Hemiptera), błonkoskrzydłe (Hymenoptera). Głos jaskółek bladych jest niepozorny. Odzywają się stosunkowo suchym, miękkim trrt, podobnie jak brzegówki zwyczajne (R. riparia) czy oknówki zwyczajne (Delichon urbicum) lub nieznacznie nosowym wik, przywodzącym na myśl głos dymówkę (Hirundo rustica). Piosenka jaskółek bladych brzmi jak lekko ochrypły szczebiot.

### Lęgi
Okres lęgowy zależy od miejsca występowania: luty w Angoli, luty–kwiecień i lipiec–listopad w Zambii, styczeń–kwiecień i sierpień–listopad w Zimbabwe; głównie sierpień–kwiecień (szczyt wrzesień–styczeń) w Południowej Afryce, ale w dowolnym miesiącu po deszczach na pustyni Kalahari. Są to ptaki monogamiczne, przeważnie gniazdujące samotnie, jednak widywano kolonie lęgowe liczące do 40 par. Gniazdo ma formę miseczki ulepionej z kawałków błota, wyściełanej piórami, delikatnymi trawami lub puchem roślinnym. W budowie uczestniczą obydwa ptaki z pary. Zniesienie liczy 2–3 jaja, inkubacja trwa 17–29 (zwykle 18–20) dni. Młode opuszczają gniazdo po 22–29 dniach życia.

## Status
IUCN uznaje jaskółkę bladą za gatunek najmniejszej troski (LC, Least Concern). Liczebność populacji nie została oszacowana, ale ptak ten opisywany jest jako rzadki w Namibii i Botswanie. Ze względu na brak dowodów na spadki liczebności bądź istotne zagrożenia dla gatunku BirdLife International ocenia trend liczebności populacji jako prawdopodobnie stabilny. Przystosowanie się do siedlisk ludzkich pomogło tym ptakom poszerzyć swój zasięg.